# Ōnosato Daiki
Ōnosato Daiki (大の里 泰輝), né le 7 juin 2000, Daiki Nakamura (中村 泰輝, Nakamura Daiki) de son nom de naissance, est un lutteur de sumo professionnel originaire de Tsubata, dans la préfecture d'Ishikawa. Il s'est fait connaître dès sa carrière amateur à l'université comme l'un des grands espoirs du sumo japonais depuis des décennies. En 2025, il a remporté quatre tournois majeurs et est classé yokozuna.

## Jeunesse et début de carrière
Daiki Nakamura est né à Tsubata, dans la préfecture d'Ishikawa. Il découvre le sumo dans un club de son école primaire. Enfant, il est fasciné par le sumo professionnel et admet que l'un de ses livres préférés était le magazine Sumo. En août 2014, il participe aux Championnats du monde de sumo organisés à Taïwan et termine troisième, derrière le lutteur ukrainien Oleksandr Veresiuk et le Mongol Baasansuren Turbold, qui remporte le tournoi cette année-là.
Nakamura fréquente ensuite le collège Nō et le lycée de la mer de la ville d'Itoigawa. Il remporte la compétition des collèges 2016 à la Coupe Hakuhō. Au lycée de la mer, il participe à plusieurs camps d'entraînement organisés par l'écurie Arashio, s'entraînant avec Wakamotoharu, futur classé makuuchi.
En 2019, il intègre l'Université Japonaise des Sciences du Sport, réputée pour son puissant club de sumo. Dès sa première année, il remporte plusieurs tournois importants, notamment la première place au tournoi national étudiant à Sakai, un exploit inédit pour un étudiant de première année depuis 1990.
En 2021, il devient yokozuna amateur en remportant le 70ᵉ Championnat de Sumo du Japon organisé au Ryōgoku Kokugikan.
Durant ses années universitaires, il rencontre à plusieurs reprises Mikiya Ishioka, l'affrontant à quatre reprises et remportant deux de ces matchs, créant ainsi une rivalité entre les deux lutteurs.
En janvier 2022, Nakamura participe à la compétition de sumo des Jeux mondiaux qui se tient à Birmingham, Alabama. Il concourt dans les catégories Poids libre et + de 115 kg : il remporte la première et termine deuxième dans la seconde. En octobre de la même année, il participe au National Athletic Meet à Ōtawara et remporte le titre de yokozuna amateur pour la deuxième fois consécutive, devenant le cinquième lutteur à obtenir le statut makushita tsukedashi et l'accès direct à la division makushita. Au total, il remporte 13 titres universitaires, égalant le record de titres amateurs d'un lutteur. Sa domination amateur est telle que le chroniqueur John Gunning le compare à un jeune Hakuhō pour son « style calme et fluide ».
En mars 2023, Nakamura décide de devenir lutteur professionnel (rikishi) en rejoignant l'écurie Nishonoseki dirigée par l'ancien yokozuna Kisenosato. Il exprime alors son objectif d'atteindre le statut sekitori le plus rapidement possible. Son entrée dans le monde professionnel, quelques mois après la promotion record de Hakuōhō, suscite l'intérêt quant à une éventuelle rivalité entre ces deux nouveaux lutteurs amateurs dominants.
Au sujet de son choix d’écurie, Nakamura déclare vouloir être entraîné par un ancien yokozuna et travailler dans un environnement sain « pour éliminer toute tentation et se concentrer sur le sumo ».

## Carrière professionnelle

### Débuts en makushita

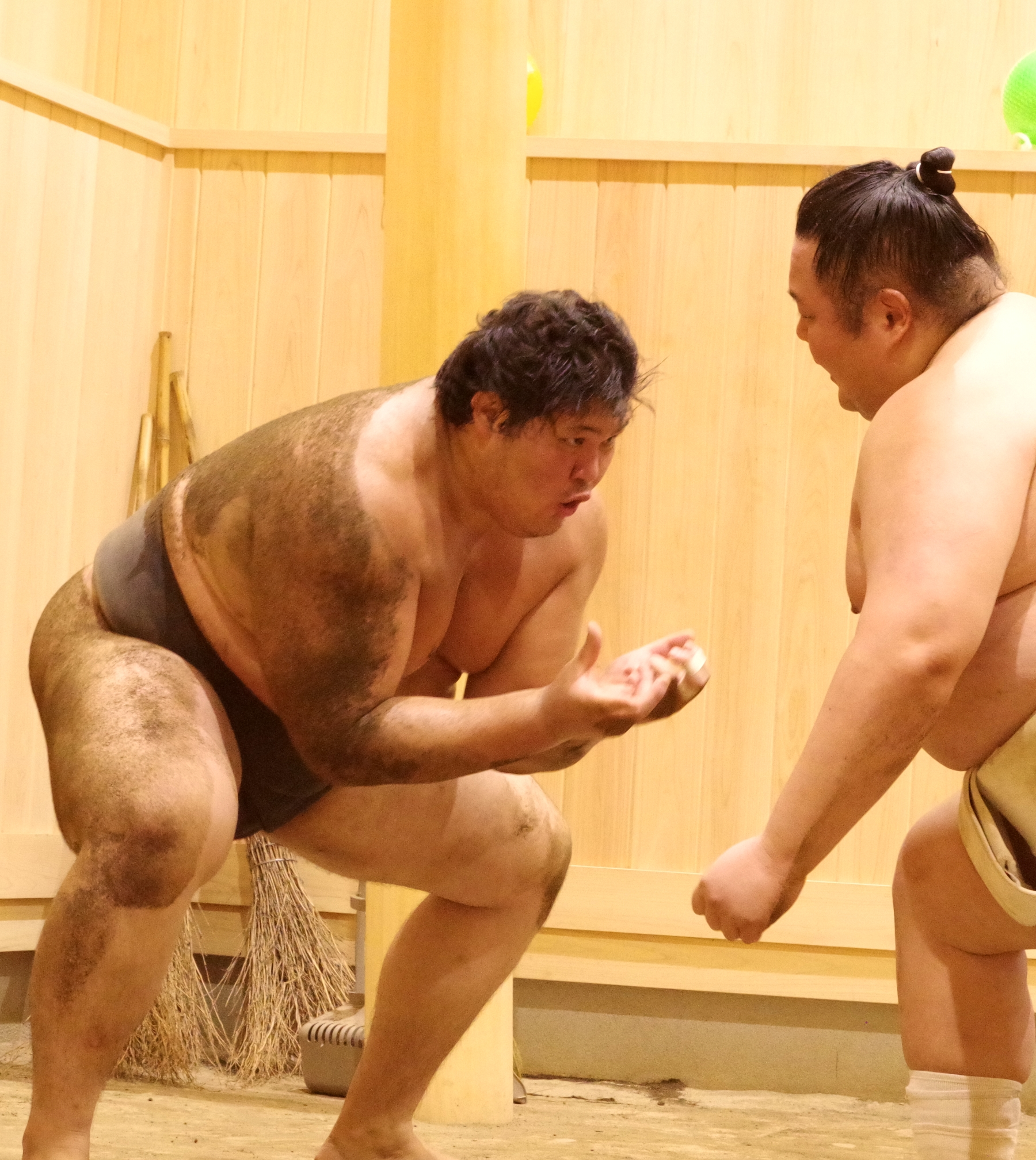
Entraînement d'Ōnosato avec Tomokaze en août 2023.

À partir d'avril 2023, Nakamura combat sous le shikona de Ōnosato (大の里). Son nom combine le kanji 大 (« grand ») pour souligner son talent, et « -nosato » (の里) en hommage à la lignée des yokozuna Takanosato (隆の里) et Kisenosato (稀勢の里). Ce shikona fut porté autrefois par l'ōzeki Ōnosato Mansuke au début du XXᵉ siècle. Le père de Nakamura dira : « Je suis profondément ému que mon fils porte le nom d'un ancien ōzeki si prestigieux ». Kisenosato obtient alors l'autorisation de la famille d’Ōnosato Mansuke pour attribuer ce nom à Nakamura.
Ōnosato commence sa carrière professionnelle en mai 2023 au rang de makushita tsukedashi 10, bénéficiant ainsi de ses résultats exceptionnels en amateur. Son premier combat, face à un ancien sénior de son université, se solde par une défaite par tsukiotoshi, son adversaire qualifiant la confrontation d'« aléatoire ». Malgré cela, Ōnosato termine le tournoi avec un score de 6-1, manquant de peu la promotion directe en division jūryō que certains attendaient.
Lors du tournoi suivant en makushita, il réalise un score juste au-dessus du kachi-koshi (4-3), performance qui le déçoit au point de lui faire perdre l'appétit.

### Promotion en Jūryō
Ōnosato est promu en Jūryō, la deuxième meilleure division, dès le tournoi suivant, devenant ainsi officiellement sekitori. Il obtient cette promotion en même temps qu'un camarade d'écurie qu'il côtoyait déjà à l'université ; ils sont les deux premiers élèves de Kisenosato à atteindre ce rang depuis que celui-ci est devenu toshiyari (entraîneur) en 2019.
Après sa promotion, Ōnosato se rend dans sa ville natale de Tsubata pour annoncer officiellement sa progression à ses supporters. Lors d'une conférence rassemblant environ 600 personnes, il reçoit symboliquement 600 kg de riz. Pour préparer le tournoi de septembre 2023, il s’entraîne aussi avec Takakeishō et Takayasu, deux grands rikishis du moment grâce aux relations de son maître.
Lors de son premier tournoi en jūryō, Ōnosato réalise un début remarquable avec neuf victoires consécutives, exploit inédit depuis 80 ans à ce rang. Il s'incline cependant au dixième jour face à Ichiyamamoto, futur champion du tournoi,.
Au tournoi de novembre 2023, il bat l'ancien sekiwake Aoiyama le huitième jour. Il termine le tournoi à égalité avec Kotoshōhō à 12 victoires pour 3 défaites. Un combat de départage l’oppose à Kotoshōhō, qu’il perd par uwatenage, échouant à remporter le titre pour la deuxième fois consécutive,.

### Promotion en makuuchi

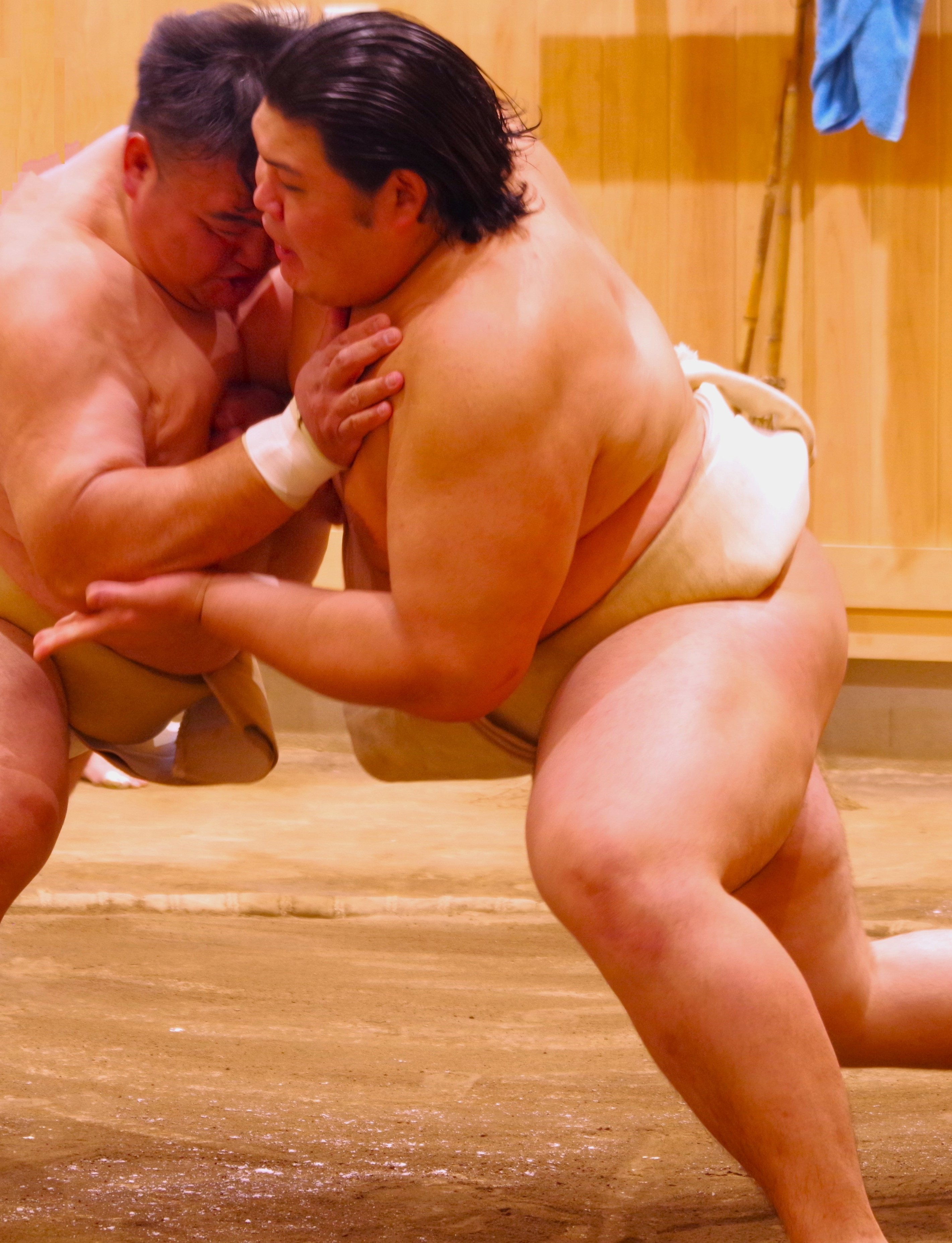
Ōnosato s'entraînant avec son maître Nishonoseki en décembre 2023.

Après seulement quatre tournois, sa promotion en première division makuuchi est officialisée pour le tournoi de janvier 2024, l'une des progressions les plus rapides de l'histoire du sumo grâce au système tsukedashi.
Lors de ce premier tournoi en makuuchi, il remporte le prix de l'esprit combatif grâce à un score de 11-4. Il affronte notamment le yokozuna Terunofuji le douzième jour, rare pour un nouvel arrivant en première division.
Au tournoi suivant, il fait partie des leaders après une semaine de compétition, à égalité avec Takerufuji. Il perd cependant un match crucial contre ce dernier le dixième jour. Il termine le tournoi sur un score de 11-4, remportant les prix de la technique et de l'esprit combatif.
Le 22 avril 2024, l'Association de Sumo émet un avertissement à Ōnosato et à son maître d'écurie, après que ce dernier signale qu'Ōnosato a bu avec un lutteur mineur en septembre 2023. Deux jours plus tard, Ōnosato présente ses excuses pour cet incident.

### Promotion en San'yaku et premiers titres

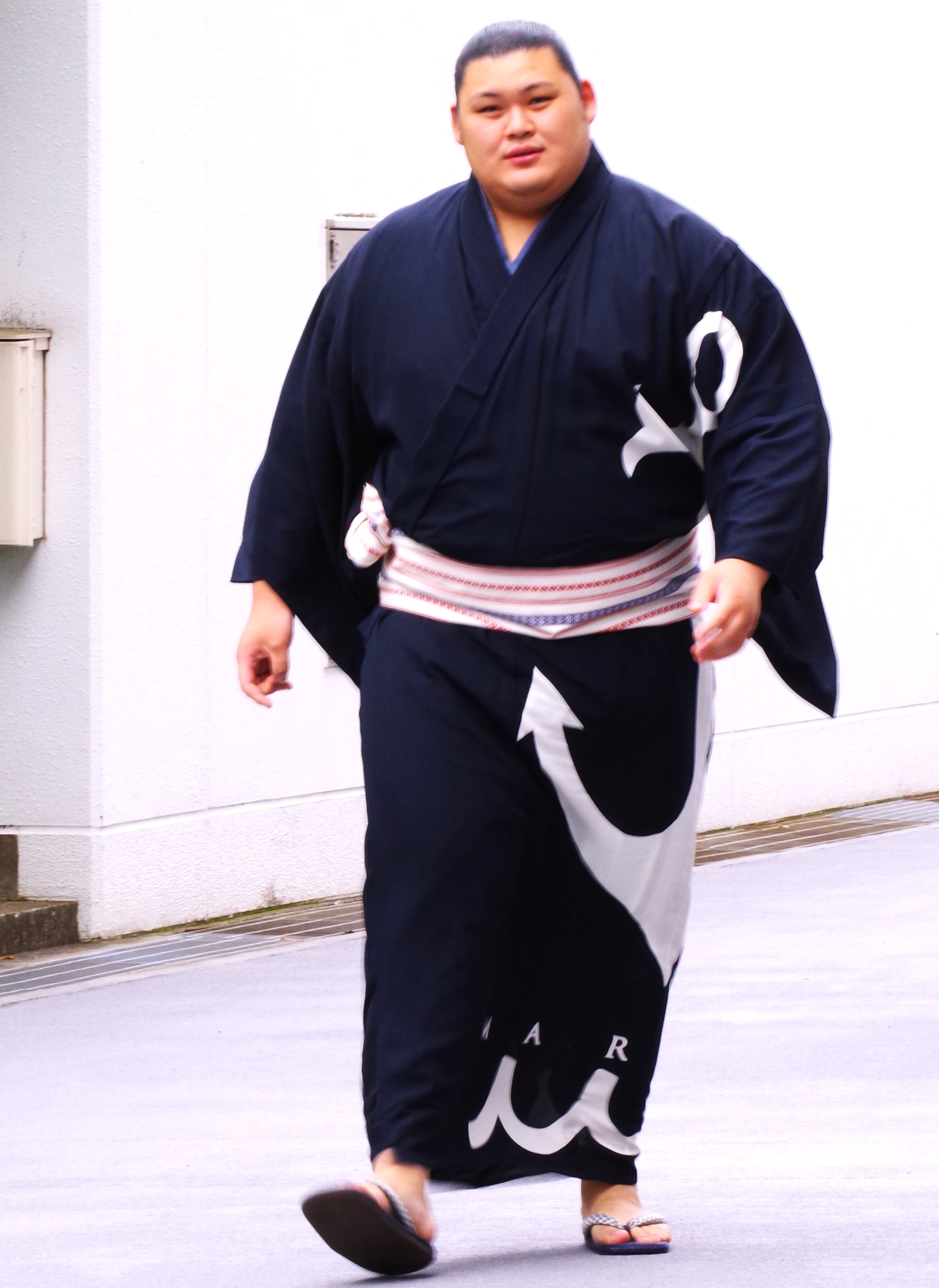
Ōnosato lors du tournoi de mai 2024.

Lorsque le banzuke du tournoi de mai 2024 paraît, Ōnosato est promu au rang de komusubi, faisant ses débuts en san'yaku après seulement six tournois, deuxième progression la plus rapide depuis l'ère Shōwa (derrière Ichinojō en cinq tournois). Lors d'une conférence de presse, il porte pour la première fois le chignon obligatoire des rikishi, ses cheveux n'ayant pas eu le temps de pousser assez auparavant. Son maître, Nishonoseki, avoue ne pas avoir imaginé une ascension si rapide.
Le jour de l'ouverture du tournoi de mai 2024, Ōnosato surprend le yokozuna Terunofuji en remportant le combat par sukuinage (« lancer de bras sans ceinture »). Il est le seul lutteur san'yaku à remporter son match dès le premier jour. Il enchaîne ensuite avec des victoires contre le sekiwake Wakamotoharu (jour 4) et les ōzeki Kirishima (jour 5) et Kotozakura (jour 6),,. Le neuvième jour, il perd son avance en subissant une défaite inattendue, créant une égalité entre cinq lutteurs. Il se reprend ensuite et remporte sa première Coupe de l'Empereur. Il bat le record de vitesse pour un premier titre en première division, précédemment détenu par Takerufuji lors du tournoi précédent. Il reçoit également deux prix spéciaux. Ōnosato dédie sa victoire aux habitants de la préfecture d'Ishikawa, touchés par le tremblement de terre meurtrier du 1ᵉʳ janvier,.
Après ce tournoi, le président du Conseil de délibération des Yokozuna, Masayuki Yamauchi, déclare que la victoire d'Ōnosato est « un signe que le monde du sumo est sur le point de subir des changements majeurs » et exprime sa conviction qu'il atteindra le rang d'ōzeki.
Lors du tournoi de juillet 2024, Ōnosato termine avec neuf victoires, dont une nouvelle victoire contre le yokozuna Terunofuji. Il reçoit le prix de la performance exceptionnelle pour la deuxième fois, devenant le premier lutteur de l'histoire à obtenir au moins un prix spécial lors de chacun de ses quatre premiers tournois en première division. Avec 21 victoires en san'yaku sur deux tournois, il lui faut au moins 12 victoires au tournoi de septembre pour atteindre le seuil de promotion d'ōzeki.
En septembre 2024, Ōnosato aligne onze victoires consécutives, réalisant l’objectif fixé pour la promotion. Il remporte le tournoi en battant les deux ōzeki participants, Kotozakura et Hōshōryū, les jours 13 et 14, assurant ainsi sa promotion au deuxième rang le plus élevé et décrochant le championnat,. La presse souligne qu’il symbolise un nouveau lutteur dominant et émergeant, suscitant l’espoir qu’il deviendra le 74ᵉ yokozuna.

### Promotion au rang d'ōzeki
Le 25 septembre 2024, l'Association japonaise de sumo promeut Ōnosato au rang d'ōzeki à l'unanimité, après seulement neuf tournois, établissant un nouveau record depuis la mise en place du système actuel de six tournois en 1958, battant la trajectoire de Haguroyama, Yutakayama et Miyabiyama,,. En acceptant la promotion, Ōnosato déclare qu'il s'efforcera de devenir un lutteur yuiitsu-muni (唯一無二, « unique ») à la hauteur du rang ōzeki. Il devient le premier ōzeki promu avant que ses cheveux ne puissent être coiffés en ōichō.
Lors du tournoi de novembre 2024, Ōnosato remporte neuf combats lors de ses débuts en ōzeki. Il termine sa première année en première division avec 65 victoires, se classant juste derrière son compatriote ōzeki Kotozakura pour le plus grand nombre de victoires makuuchi en 2024. Après le tournoi, lors d'une réception pour l'écurie Nishonoseki, il se montre déçu de ses résultats en tant qu'ōzeki et déclare vouloir continuer à gagner pour viser une nouvelle promotion l'année suivante. Malgré sa déception, il reçoit deux distinctions prestigieuses : le prix de la recrue de l'année 2024 du Grand Prix des sports professionnels du Japon et le prix du lutteur de l'année 2024 décerné par le journal Sports Hochi.

## Rivalité avec Takerufuji
L'ascension d'Ōnosato en 2024, marquée par sa promotion d'ōzeki, suscite la comparaison avec Takerufuji. La presse estime que seul ce dernier peut rivaliser avec Ōnosato, d’autant plus qu’ils proviennent tous deux d’un même milieu amateur. Takerufuji surprend Ōnosato et devient le premier lutteur à remporter un championnat makuuchi lors de son premier tournoi dans cette division en 110 ans.
Le président du Conseil de délibération des Yokozuna, Masayuki Yamauchi, qualifie leur rivalité de « ryūko (ja) » (龍虎, « dragon et tigre »), soulignant qu’il s’agit de deux adversaires d’égale force,. Certains commentateurs, comme Inagawa (anciennement Futen'ō), parlent même de l'« ère Taison (大尊時代, Taison jidai) », un nom composé du premier kanji de leurs shikona.

## Style de combat
[source insuffisante]
Ōnosato privilégie les techniques yotsu qui consistent à saisir le mawashi de son adversaire. Sa technique favorite est le kimarite yorikiri (repousser l’adversaire en le forçant à sortir du dohyō). Sa prise de prédilection est le « migi-yotsu », avec le bras droit à l’intérieur et la main gauche à l’extérieur.

## Vie personnelle
Ōnosato est l’aîné de sa famille et a une sœur cadette. Il entretient une longue amitié avec Shirokuma, avec qui il partage ses années universitaires et professionnelles. Ils vont souvent au restaurant ensemble lors des tournois, et Ōnosato le taquine en l’appelant « ours polaire-san » (« Shiro » blanc et « Kuma » ours).
Le 6 février 2024, Ōnosato fait partie d’une délégation de lutteurs de la préfecture d'Ishikawa envoyée auprès des sinistrés du tremblement de terre de Noto de 2024, aux côtés de Endō, Kagayaki et l'ancien Tochinonada. Ils remettent symboliquement au gouverneur Hiroshi Hase les sommes récoltées lors du tournoi de janvier et les dons de l'Association de Sumo, la présence des lutteurs étant considérée comme un bon présage,. Durant son séjour, il visite un centre d’évacuation ayant hébergé son grand-père et reçoit de nombreux messages de félicitations de la part des sinistrés pour ses récents exploits sportifs.

## Résultats par basho
| Année | Janvier Hatsu basho, Tokyo       | Mars Haru basho, Osaka           | Mai Natsu basho, Tokyo         | Juillet Nagoya basho, Nagoya      | Septembre Aki basho, Tokyo     | Novembre Kyūshū basho, Fukuoka |
| --- | -------------------------------- | -------------------------------- | ------------------------------ | --------------------------------- | ------------------------------ | ------------------------------ |
| 2023 | x                                | x                                | Makushita tsukedashi #10 6–1   | Makushita de l’Est #3 4–3         | Jūryō de l’Est #14 12–3        | Jūryō de l’Est #5 12–3–p       |
| 2024 | Maegashira de l’Ouest #15 11–4 C | Maegashira de l’Ouest #5 11–4 CT | Komusubi de l’Ouest #1 12–3 TP | Sekiwake de l’Ouest #1 9–6 P      | Sekiwake de l’Ouest #1 13–2 CT | Ōzeki de l’Ouest #2 9–6        |
| 2025 | Ōzeki de l’Ouest #2 10–5         | Ōzeki de l’Est #1 12–3           | Ōzeki de l’Est #1 14–1         | Yokozuna-ōzeki de l’Ouest #1 11–4 | x                              | x                              |
| Résultats sous la forme victoires – défaites – absences Champion du tournoi Vice-champion du tournoi Retraite Divisions inférieures Non-participation Sanshō : C = Combativité ; P = Performance exceptionnelle ; T = Technique Aussi représentés : ★ = Kinboshi ; P = Playoff(s) Divisions : Makuuchi — Jūryō — Makushita — Sandanme — Jonidan — Jonokuchi Rangs Makuuchi : Yokozuna — Ōzeki — Sekiwake — Komusubi — Maegashira |                                  |                                  |                                |                                   |                                |                                |